# Le Prince d'Égypte (bande originale)
La bande originale officielle du film Le Prince d'Égypte est sortie le 17 novembre 1998. Elle propose des chansons et des pièces instrumentales du film, ainsi que des chansons non utilisées dans le film. L'album culmine à la première place du palmarès Top Contemporary Christian du magazine Billboard et à la 25e place du palmarès Billboard 200.
Une extension de cet album, sortie à part et nommée la Collector's Edition, propose six titres supplémentaires.